# Cincinnati Reds (NFL)
Los Cincinnati Reds fueron un equipo de la National Football League que jugaron en la temporada de 1933 y los primeros juegos de la temporada de 1934. El equipo fue suspendido por la falta de pago las cuotas de la liga. Los St. Louis Gunners, un equipo independiente, reemplazó a los Reds en el calendario por los tres últimos juegos de la temporada de 1934.
Los Reds mantienen la dudosa distinción de tener los dos totales de anotaciones más bajos en la historia de la NFL.  En 1933 anotaron 38 puntos en 10 games, empatando a los Detroit Lions de 1942 para estar los dos en esa lista.  En 1934 los Reds y los Gunners se combinaron para un total de 37 puntos en 11 juegos con los Reds, anotando solo 10 puntos en 8 juegos antes de su suspensión.  Por comparación, los 75 puntos anotados por los Reds y los Gunners en 21 juegos en dos temporadas son superados por los 73 puntos anotados por los Chicago Bears en el Juego de Campeonato de 1940 de la NFL y por los 72 puntos anotados por los Washington Redskins el 27 de noviembre de 1966, el récord por más puntos anotados de manera combinada por los dos equipos en un juego de temporada regular (Washington Redskins 72-41 New York Giants).

## Temporada por temporada
| Año  | V | D | E | Posición Final | Entrenador           |
| ---- | - | - | - | -------------- | -------------------- |
| 1933 | 3 | 6 | 1 | 4º (Oeste)     | Al Jolley, Mike Palm |
| 1934 | 0 | 8 | 0 | 6º (Oeste)     | Algy Clark           |